# Exumella mediterranea
Exumella mediterranea is een eenoogkreeftjessoort uit de familie van de Pseudocyclopidae. De wetenschappelijke naam van de soort is voor het eerst geldig gepubliceerd in 1995 door Jaume & Boxshall.